# (1639) Bower
(1639) Bower – planetoida z grupy pasa głównego asteroid okrążająca Słońce w ciągu 4 lat i 47 dni w średniej odległości 2,57 au. Została odkryta 12 września 1951 roku w Observatoire Royal de Belgique w Uccle przez Sylvaina Arenda. Nazwa planetoidy pochodzi od Ernesta Clare Bowera, amerykańskiego matematyka i astronoma. Przed nadaniem nazwy planetoida nosiła oznaczenie tymczasowe (1639) 1951 RB.